# 佐賀市立金立小学校
佐賀市立金立小学校（さがしりつ きんりゅうしょうがっこう）は、佐賀県佐賀市金立町大字千布にある市立の小学校。

## 概要
歴史
1877年（明治10年）創立。数回の改組・改称を経て、現校名になったのは1954年（昭和29年）。2022年（令和4年）には創立145周年を迎えた。
校章
左右に広がる稲穂を中央で結び、中央に校名の頭文字「金」を配している。
校歌
1964年（昭和39年）制定。作詞は中島哀浪、作曲は陶山聡による。歌詞は3番まであり、1番の歌詞中に校名の「金立」が、2番の歌詞中に「学校」が、3番の歌詞中に「金立小学校」が登場する。
通学区域
佐賀市のうち、「金立町（大字金立3435～3436番地、3439番地、3462～3590番地（大小野）を除く」が続く地域。中学校区は佐賀市立金泉中学校。

## 沿革
- 1873年（明治6年）- 金立、千布の2村に各独立の小学校を設立。
- 1877年（明治10年）- 創立。
- 1887年（明治20年）[4] - 小学校2校（金立・千布）を統合の上、「尋常恵廸[5]小学校」を設立。
- 1889年（明治22年）4月1日 - 町村制施行により、佐賀郡3村（金立・薬師丸・千布）が合併の上、金立村が発足。
- 1890年（明治23年）- 七ヶ村組合立高等春日小学校が春日村に創立され、尋常科を修了し、高等科への進学を希望する児童を収容。
- 1892年（明治25年）4月 - 金立・久保泉二ヶ村学校組合立となり、「金立尋常小学校」と改称。
- 1908年（明治41年）4月 - 改正小学校令により、尋常科（義務教育）が4年制から6年制に改められる。尋常科5年を新設。
- 1909年（明治42年）4月 - 尋常科6年を新設。
- 1913年（大正2年）
  - 3月 - 春日高等小学校を運営する七ヶ村学校組合が解散。それぞれの尋常小学校に高等科が併置されることとなる。
  - 4月 - 高等科（2年制）を併置の上、「金立尋常高等小学校」に改称。
- 1939年（昭和14年）- 現在地に教室を新築したことを皮切りに、松原地区から現在地への移転を開始。
- 1941年（昭和16年）4月1日 - 国民学校令施行により「金立村国民学校」に改称。尋常科を初等科に改める。松原地区からの移転が完了（松原地区の跡地には「金立小学校跡」を表す碑が建立されている）。
- 1947年（昭和22年）4月1日 - 学制改革が行われる（六・三制の実施）。
  - 国民学校初等科（6年制）が、新制小学校「金立村立金立小学校」（6年制）に改組・改称。
  - 国民学校高等科（2年制）が、青年学校普通科とともに、新制中学校「金立村立金立中学校」（3年制）に改組・改称。小学校に併置される。
- 1954年（昭和29年）10月1日 - 市町村合併により、「佐賀市立金立小学校」（現校名）・「佐賀市立金立中学校」となる。
- 1960年（昭和35年）
  - 4月 - 統合により、金立中学校が閉校。ただし中学統合校舎が完成するまでの間、「西校舎」として存続[6]。
  - この年 - 佐賀整肢学園の開園に伴い、分教室を設置。
- 1962年（昭和37年）
  - 3月 - 金泉中学校の統合校舎の完成により、東西校舎は廃止される。そのうち、西校舎が金立小学校に移管される。
  - この年 - 完全給食を開始。
- 1964年（昭和39年）3月1日 - 校歌を制定。
- 1967年（昭和42年）- 標準服を制定。
- 1972年（昭和47年）- 体育館が完成。
- 1977年（昭和52年）- 創立100周年記念式典を挙行。
- 1979年（昭和54年）- 佐賀県立金立養護学校との交流教育を開始。
- 1980年（昭和55年）- 新校舎が完成。
- 2012年（平成24年）- 新体育館が完成。
- 2017年（平成29年）- 創立140周年記念式典を挙行[7]。

## 交通
最寄りの鉄道駅
- JR九州 長崎本線 「伊賀屋駅」

最寄りのバス停留所
- 佐賀市営バス 金立線「千布」停留所

最寄りの幹線道路
- 佐賀県道48号佐賀外環状線「金立小学校前」交差点・佐賀県道31号佐賀川久保鳥栖線「千布北」交差点

## 周辺
- 千布幼稚園
- 金立神社[8]
- 佐賀市立金立公民館[9]

## 参考資料
- 「佐賀市史 第3巻 (近代編 明治期) (PDF) 」（1978年（昭和53年）9月30日, 佐賀市）p.139～p.205 二.明治前期の教育 - 佐賀市ウェブサイト
- 「佐賀市史 第3巻 (近代編 明治期) (PDF) 」（1978年（昭和53年）9月30日, 佐賀市）p.744～p.772 十.明治後期の教育と文化 - 佐賀市ウェブサイト